# Allgemeiner Verein für Deutsche Literatur
Der Allgemeine Verein für Deutsche Literatur war ein Literaturverein des 19. Jahrhunderts, der 1873 in Berlin gegründet wurde und die wohl früheste deutsche Buchgemeinschaft ist.

## Geschichte
Der Verein wurde 1873 in Berlin, Kronenstraße 17, gegründet und stand unter dem Protektorat des Großherzogs Karl Alexander von Sachsen und des Prinzen Georg von Preußen. Er verschrieb sich der Aufrechterhaltung und Pflege der deutschen Literatur und Kunst.
Das Kuratorium bestand unter anderem aus Rudolf von Gneist, Karl Friedrich Werder (kgl. Universität zu Berlin), Guido von Usedom (Preußischer Geheimrat) und Adolf Hermann Wilhelm Hagen (Stadtrat). Geleitet wurde der Verein durch den Berliner Verlagsbuchhändler Heinrich Albert Hofmann, der auch einige Werke im Auftrag des Vereines verlegte und herausgab. Schriftführer war Ludwig Lenz von der königl. Universität zu Berlin.
Nach dem Tod von Hofmann übernahm zunächst sein Sohn Rudolf Emil die Leitung des Vereines, die dann 1884 in die Hände von H. Paetel überging.

## Vereinszweck und Satzung
Zweck des Vereines war, teure Werke von namhaften Autoren wie Emanuel Herrmann, Max Wilhelm Meyer oder Arthur Dix für Mitglieder zu erschwinglichen Preisen anzubieten.
Auszug aus den Vereinsstatuten von 1884:
- § 1. Jeder Literaturfreund, welcher dem Allgemeinen Verein für deutsche Literatur beizutreten gedenkt, hat seine desfallsige Erklärung an die nächstgelegene Buchhandlung oder an das Bureau des Verein für deutsche Literatur in Berlin direct zu richten.
- § 2. Jedes Mitglied verpflichtet sich zur Zahlung eines Jahresbeitrags von Achtzehn Mark R.-W.[4]
- § 3. Jedes Mitglied erhält in der Serie vier Werke[4] aus der Feder hervorragender und beliebter Autoren. Jedes dieser Werke 20–23 Bogen (Maß) umfassend, in gefälliger Druckausstattung und elegantem Einbande.[5]

## Verlagstätigkeit
Besonderes Augenmerk wurde auf die Musik und Oper gelegt. In Zusammenarbeit mit Eduard Hanslick erschienen 1884 die ersten Bände Opernleben der Gegenwart (Bd. 1–7). Die Vereinsausgaben waren sehr hochwertig gestaltet und damals so teuer wie ein gutes Arbeitspferd.
Bei einigen Werken wird als Verlag auch Allgemeiner Verlag für Deutsche Literatur angegeben.

### Verlegte Werke (Auswahl)
Verlags-Katalog des Allgemeinen Vereins für Deutsche Litteratur in Berlin: 1873–1898, Allgemeiner Verein für Deutsche Litteratur in Berlin, Berlin 1899.
- Eduard Hanslick: Aus dem Opernleben der Gegenwart. (Der „Modernen Oper“ III. Theil). Neue Kritiken und Studien. 3. Aufl., Allgemeiner Verlag für Deutsche Litteratur, Berlin 1889.
- Emanuel Herrmann: Cultur und Natur. Studien im Gebiete der Wirthschaft. Allgemeiner Verein für Deutsche Literatur, Berlin 1887.
- Emanuel Herrmann: Das Geheimniß der Macht. Originalstudien. Allgemeiner Verein für Deutsche Literatur, Berlin 1896.
- Max Wilhelm Meyer: Im Bannkreise der Vulkane. Ihre Entwicklungsgeschichte in Reiseschilderungen dargestellt. 4. vermehrte Aufl. Allgemeiner Verein für Deutsche Literatur, Berlin 1907.
- Theodor von Sosnosky: Die Politik im Habsburgerreiche. Randglossen zur Zeitgeschichte. Allgemeiner Verein für Deutsche Literatur, Berlin 1912/13.
- Eduard Hanslick: Aus meinem Leben. Allgemeiner Verein für Deutsche Literatur, Berlin 1911.
- Wilhelm Adolf Schmidt: Epochen und Katastrophen. Allgemeiner Verein für Deutsche Literatur, A. Hofmann & Comp., Berlin 1874.
- Arthur Dix: Die Wurzeln unserer Kraft. Allgemeiner Verein für Deutsche Literatur, Berlin 1909.
- Paul Lindau: Alfred de Musset. Allgemeiner Verein für Deutsche Literatur, A. Hofmann & Comp., Berlin 1877.
- Reinhold von Werner: Salzwasser : Erzählgn aus d. Seeleben, Allgemeiner Verein für Deutsche Litteratur in Berlin, Berlin 1907.
- Paul Heyse: Giusti Leben und Dichtungen. Gedichte von Giuseppe Giusti. Mit einem Anhange: Vittorio Alfieri als Satiriker. Vincenzo Monti. Allgemeiner Verein für Deutsche Literatur, A. Hofmann & Comp., Berlin 1875.